# Saint-Aubin-de-Médoc
Saint-Aubin-de-Médoc este o comună în departamentul Gironde din sud-vestul Franței. În 2009 avea o populație de 5.989 de locuitori.

## Evoluția populației
| An        | 1975  | 1982  | 1990  | 1999  | 2006  | 2009  |
| --------- | ----- | ----- | ----- | ----- | ----- | ----- |
| Populație | 2.105 | 2.979 | 4.332 | 4.990 | 5.550 | 5.989 |

## Monumente
- Biserica „Sfântul Albin”, monument de arhitectură romanică din sec. al XII-lea